# Haageocereus vulpes
Haageocereus vulpes ist eine Pflanzenart in der Gattung Haageocereus aus der Familie der Kakteengewächse (Cactaceae). Das Artepitheton leitet sich vom lateinischen Wort vulpes für ‚Fuchs‘ ab und verweist auf die fuchsbraune Bedornung.

## Beschreibung
Haageocereus vulpes wächst strauchig mit von der Basis aus verzweigten, aufrechten Trieben, die bei Durchmessern von 4,5 bis 8 Zentimeter eine Wuchshöhe von 1 bis 2 Meter erreichen. Es sind 13 bis 16 Rippen vorhanden, die 5 bis 8 Millimeter hoch sind und auf denen sich braun bewollte Areolen befinden. Die etwa 20 kräftigen, pfriemlichen, ungleichen und etwas gebogenen Mitteldornen sind bis zu 4 Zentimeter lang. Ein bis drei von ihnen sind bis zu 5 Zentimeter lang. Die 30 bis 40 nadeligen bis haarartigen Randdornen weisen eine Länge von 7 bis 12 Millimeter auf.
Die weißen, duftenden Blüten erreichen eine Länge von bis zu 9 Zentimeter. Die anfangs grünen Früchte werden später rötlich braun und weisen einen Durchmesser von 3 bis 4,5 Zentimeter auf.

## Verbreitung und Systematik
Haageocereus vulpes ist in Peru in der Region Lima im Tal des Río Huaura verbreitet.
Die Erstbeschreibung erfolgte 1981 durch Friedrich Ritter.

## Nachweise